# 塚崎 (柏市)
塚崎（つかざき）は、千葉県柏市の地名。現行行政地名は塚崎一丁目から塚崎三丁目と塚崎（丁目なし）。郵便番号277-0923。

## 地理
塚崎の西部には大津川が流れている。

### 地価
住宅地の地価は、2014年（平成26年）1月1日の公示地価によれば、塚崎2丁目5番21の地点で6万3400円/m2となっている。

### 隣接する大字・町
- 大井
- 大津ケ丘
- 大島田
- 風早
- 高柳
- 藤心
- 増尾

## 歴史
- 1889年4月1日 - 町村制施行により、旧塚崎村他が合併して風早村が成立。
- 1955年3月30日 - 風早村と手賀村が合併して沼南村となる。
- 1964年2月1日 - 沼南村が町制を施行し、沼南町となる。
- 2005年3月28日 - 沼南町が柏市へ編入される。

## 世帯数と人口
2017年（平成29年）10月31日現在の世帯数と人口は以下の通りである。
| 大字・丁目 | 世帯数    | 人口    |
| ---------- | --------- | ------- |
| 塚崎       | 1,369世帯 | 3,177人 |
| 塚崎一丁目 | 120世帯   | 293人   |
| 塚崎二丁目 | 216世帯   | 497人   |
| 塚崎三丁目 | 119世帯   | 325人   |
| 計         | 1,824世帯 | 4,292人 |

## 小・中学校の学区
市立小・中学校に通う場合、学区は以下の通りとなる。
| 大字・丁目 | 番地        | 小学校                   | 中学校           |
| ---------- | ----------- | ------------------------ | ---------------- |
| 塚崎       | 1～1462番地 | 柏市立大津ケ丘第二小学校 | 柏市立風早中学校 |
| 塚崎一丁目 | 全域        | 柏市立大津ケ丘第二小学校 | 柏市立風早中学校 |
| 塚崎二丁目 | 全域        | 柏市立大津ケ丘第二小学校 | 柏市立風早中学校 |
| 塚崎三丁目 | 全域        | 柏市立大津ケ丘第二小学校 | 柏市立風早中学校 |

## 施設
- 柏市立風早中学校
- 塚崎運動場
- 市民緑地